# Weißbach (Baden-Württemberg)
Weißbach è un comune tedesco di 2 159 abitanti, situato nel land del Baden-Württemberg.